# Gregory Raposo
Gregory Raposo, Gregory Frank Raposo, född 3 maj 1985 i Manhasset, New York är en amerikansk sångare och skådespelare. Han är en gammal medlem av musikgruppen Dream Street. Han har startat upp rockgruppen Raposo.

## Filmografi
- 2002 - The Biggest Fan - sig själv
- 2004 - Destination Fame - sig själv
- 2007 - Return to Sleepaway Camp - Henry